# 黑纹圆腹蛛
黑纹圆腹蛛（学名：Dipoena melanogaster）为球蛛科圆腹蛛属的动物。分布于欧洲、北非以及中国大陆的四川、甘肃等地。该物种的模式产地在欧洲。